# Hans-Ulrich Dallmann
Hans-Ulrich Dallmann (* 10. November 1959 in Frankfurt am Main) ist ein deutscher Theologe und war bis 2019 Vizepräsident an der Hochschule Ludwigshafen am Rhein.  Von 2009 bis 2010 war Dallmann Präsident (m.d.W.d.G.b.) der Hochschule Ludwigshafen am Rhein.

## Werdegang
Dallmann studierte Evangelische Theologie in Frankfurt/Main, Marburg und Heidelberg, wo er 1988 promovierte. Ab 1994 war Dallmann Pfarrer in Frankfurt-Sachsenhausen, ehe er 1997 an die damalige Evangelische Fachhochschule Ludwigshafen wechselte. Dort lehrte er als Professor für Ethik. 2001 habilitierte er sich in Heidelberg im Fach Ethik. Nachdem die Evangelische Fachhochschule Ludwigshafen im Jahre 2008 mit der Ludwigshafener Fachhochschule für Wirtschaft fusionierte, übernahm Dallmann von 2008 bis 2009 das Amt eines Vizepräsidenten. Von Juli 2009 bis März 2010 war Dallmann Präsident (m.d.W.d.G.b.) der Hochschule Ludwigshafen am Rhein. Von 2010 bis 2019 war er erneut Vizepräsident der Hochschule Ludwigshafen am Rhein. Unter anderem organisierte Dallmann als Studiengangleiter ab dem Sommersemester 2017 den ersten deutschen Master-Studiengang "Fundraising-Management und Philanthropie" und leitet das Projekt E hoch B – Pflege und Gesundheit.
Dallmann ist Mitglied des Kirchenvorstandes der Evangelischen Maria Magdalena Gemeinde Frankfurt-Sachsenhausen und Mitunterzeichner der Stuttgarter Erklärung.

## Werke (Auswahl)
- Dallmann, Hans-Ulrich: Autonomie am Lebensende, in: Soziale Arbeit, ISSN 0490-1606, 2003: 440–447.
- Dallmann, Hans-Ulrich / Schiff, Andrea: Ethik der Pflege, in: Andreas-Lob-Hüdepohl, Walter Lesch (Hrsg.): Ethik Sozialer Arbeit. ISBN 978-3-506-99007-5. Paderborn (Schöningh-UTB) 2007: 311–330.
- Dallmann, Hans-Ulrich: Ethik in der Sozialen Arbeit. ISBN 978-3-89974-319-7. Schwalbach/Ts. (Wochenschau-Verl.) 2013. Rezension auf socialnet.de
- Dallmann, Hans-Ulrich: Fürsorge als Prinzip?, in: Zeitschrift für Evangelische Ethik, ISSN 0044-2674, 2003: 6–20.
- Dallmann, Hans-Ulrich: Fürsorgliche Belagerung, in: Sozialmagazin, ISSN 0340-8469, 2012, H. 4, S. 42–54.
- Dallmann, Hans-Ulrich: Geben, Schenken Stiften – ein Anachronismus in modernen Gesellschaften?, in: Claudia Andrews, Paul Dalby, Thomas Kreuzer (Hrsg.): Geben, Schenken, Stiften, ISBN 978-3-8258-9023-0, Münster (Lit) 2005: 33–51.
- Dallmann, Hans-Ulrich: Macht und Soziale Arbeit, in: Björn Kraus, Wolfgang Krieger (Hrsg.): Macht in der Sozialen Arbeit. ISBN 978-3-89918-218-7. Lage (Jacobs Verlag) 2007: 143–164.
- Dallmann, Hans-Ulrich: Niklas Luhmann’s Systems Theory as a Challenge for Ethics, in: Ethical Theory and Moral Practice, ISSN 1386-2820, 1998: 85–102.
- Dallmann, Hans-Ulrich: Das Recht, verschieden zu sein. ISBN 978-3-579-02653-4. Gütersloh (Gütersloher Verlagshaus) 2002.
- Dallmann, Hans-Ulrich: Die Systemtheorie Niklas Luhmanns und ihre theologische Rezeption. ISBN 978-3-17-012689-3. Stuttgart (Kohlhammer) 1994.
- Dallmann, Hans-Ulrich: Eine tugendethische Annäherung an Begriff und Pädagogik der Kompetenzen, in: Ethik und Gesellschaft, ISSN 2365-6565, 3/2009, H. 1, doi:10.18156/eug-1-2009-art-3
- Dallmann, Hans-Ulrich: Vom Nutzen des Dissenses, in: Günter Thomas, Andreas Schüle (Hrsg.): Luhmann und die Theologie. ISBN 978-3-534-18246-6. Darmstadt (Wissenschaftliche Buchgesellschaft) 2006: 147–160.
- Dallmann, Hans-Ulrich: Vom Umgang mit Knappheit, in: Ethik und Gesellschaft, ISSN 2365-6565, 5/2011, H. 1, doi:10.18156/eug-1-2011-art-3
- Dallmann, Hans-Ulrich: Von Wortübernahmen, produktiven Mißverständnissen und Reflexionsgewinnen, in: Henk de Berg, Johannes Schmidt (Hrsg.): Rezeption und Reflexion. ISBN 978-3-518-29101-6. Frankfurt (Suhrkamp) 2000: 222–253.